# Gascoyne (regio)
Gascoyne is een van de negen administratieve regio's van West-Australië. Het is gelegen in het noordwesten van West-Australië en bestaat uit de lokale bestuurlijke gebieden Shire of Carnarvon, Shire of Exmouth, Shire of Shark Bay en Shire of Upper Gascoyne. Gascoyne heeft ongeveer 600 kilometer kustlijn aan de Indische Oceaan en strekt 500 kilometer landinwaarts. De regio is, eilanden inbegrepen, 138.000 km² groot. 

## Bevolking
Met zo'n 9.485 inwoners heeft de regio Gascoyne het laagste bevolkingsaantal van alle West-Australische regio's. De meerderheid van de bevolking zijn niet-Aborigines geboren in Australië (66%). Iets minder dan de helft woont in Carnarvon (4426) waar 5% van de bevolking van afkomst Aborigines zijn. Andere centra zijn Exmouth, Denham, Gascoyne Junction en Coral Bay.

## Klimaat
De regio Gascoyne heeft een gematigd droog tropisch klimaat. Het is gewoonlijk het hele jaar door warm met gemiddelde maximumtemperaturen die variëren van 22°C in juli tot 35°C in januari. De regio ontvangt ongeveer 320 dagen per jaar zonneschijn. De jaarlijkse neerslag is laag en veranderlijk, gemiddeld 200 mm, waarvan de meeste neerslag valt tijdens cyclonen. Door het semi-droge klimaat is de regio Gascoyne hoofdzakelijk bedekt met scrubland, vooral met spinifex en Mulga (Acacia aneura), en zeer weinig bomen.

## Economie
Tuinbouw is de belangrijkste industrie in de regio Gascoyne. Bananen, tomaten, pompelmoes, mango's, tafeldruiven en een variëteit aan groenten worden geteeld langs de rivier Gascoyne. Klimatologische voordelen maken het de telers mogelijk te voldoen aan de vraag naar groenten en fruit buiten het seizoen, zowel in het binnenland als voor de export.
De visserij is ook een belangrijke industrie. Garnaal, kammossel, krab en natte lijn visserij zijn in Carnarvon en Exmouth gevestigd. Ook het toerisme is een belangrijke industrie dankzij het warme weer en een lange kust met de Ningaloo-kust en Shark Bay die werelderfgoed zijn.
Verder is er de mijnindustrie met een zout- en gipsmijn nabij Lake Maccleod ten noorden van Carnarvon.
De veeteelt was historisch belangrijk maar levert niet langer een grote bijdrage aan de economie. Het vertegenwoordigt het belangrijkste grondgebruik van de regio. In 1994 viel 84% van de regio Gascoyne onder een pastoral lease.

## Geschiedenis
Voordat de Gascoyne ontdekt werd door de Europeanen was het duizenden jaren lang de thuis van de Aborigines. De eerste Europeaan waarvan bekend is dat hij in de regio aan land ging was Dirck Hartog in 1616. Andere vroege bezoekers waren Willem Jansz, William Dampier, Nicolas Baudin en Phillip Parker King. 
Toen in 1834 Thomas Hunt met de schoener Monkey naar het wrak van de bark Mercury op zoek was merkte hij de aanwezigheid van parelmoerschelp en guano op. Shark Bay was de eerste plaats waar de parelindustrie in Australië van start ging toen de productie van parelmoer in 1850 op gang kwam.
George Grey verkende de regio in 1839 en noemde de Gascoyne-rivier naar kapitein John Gascoyne RN, zoon van Bamber Gascoyne (Lord Commissioner of the Admiralty). Kapitein Gascoyne was bestuurslid van de in Londen gevestigde Western Australian Missionary Society en lid van de  London Association for the Protection of the Interests of the Colony.
In 1858 verkende Francis Thomas Gregory de regio en beschreef ze als zeer geschikt voor veeteelt. De kolonisatie begon in de jaren 1860 en Carnarvon werd officieel een dorp in 1883. Tegen 1880 waren er reeds zo'n 20.000 schapen in de regio, verdeeld over een aantal schapenstations.

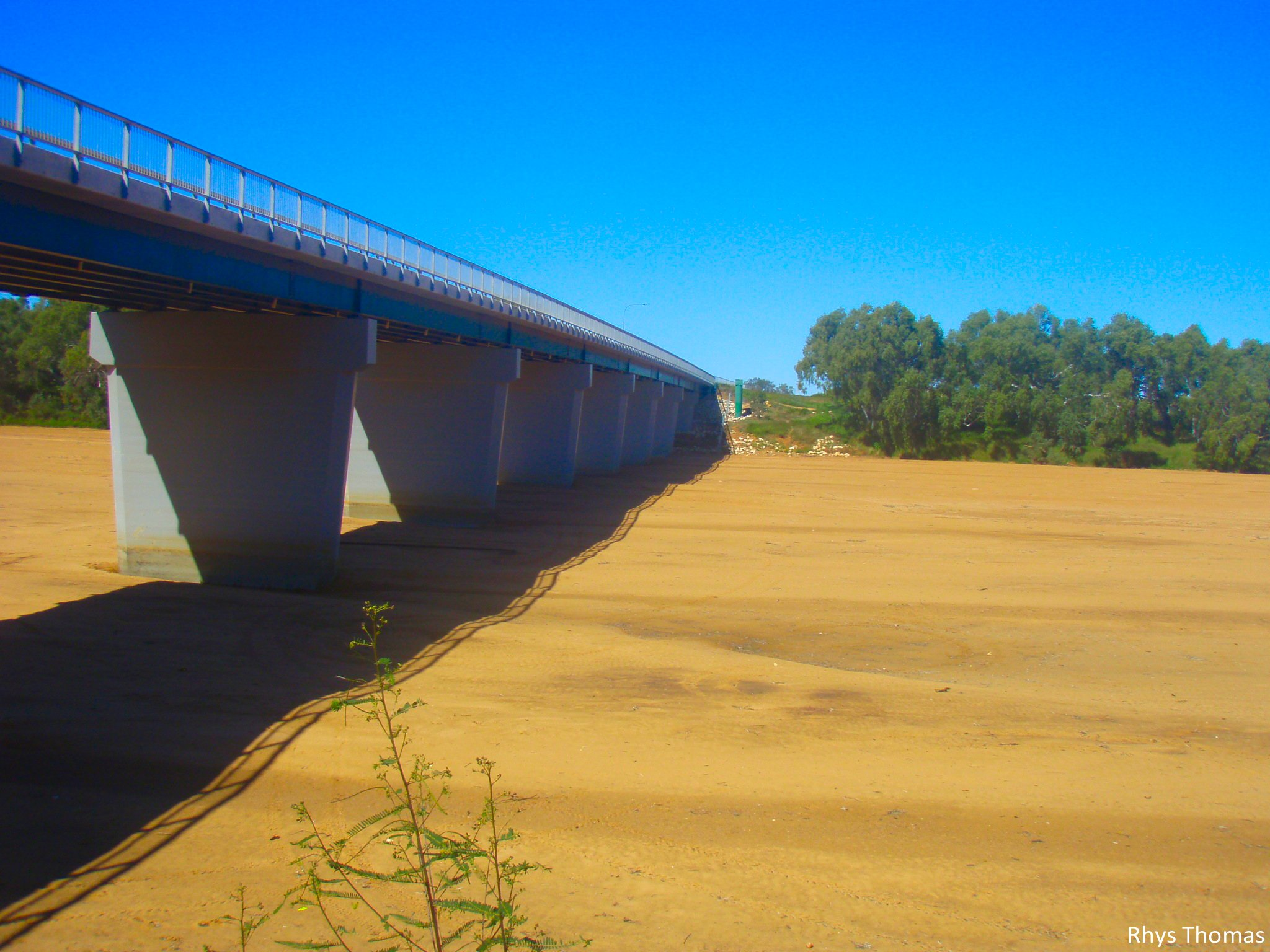
Gascoyne droge bedding 2009

## Overstroming 2010
In 2010 werd de regio getroffen door vijf dagen zware neerslag, waarbij op sommige plaatsen meer regen viel dan normaal in een jaar. Deze zwaarste regenval sinds het begin van de metingen in 1883 leidde tot de hoogste waterstand ooit in de rivier de Gascoyne en tot ernstige overstromingen.
Gascoyne · Goldfields-Esperance · Great Southern · Kimberley · Mid West · Peel · Pilbara · Wheatbelt · South West
Burringurrah · Carnarvon · Coral Bay · Denham · Exmouth · Gascoyne Junction · Hamelin Pool · Lyndon · Minilya · Shark Bay · Wooramel